# Chrüzlistock
Il Chrüzlistock è una montagna delle Alpi Glaronesi alta 2.707 m

## Caratteristiche
Si erge ai confini tra i cantoni svizzeri Uri e Grigioni. A nord viene raggiunto dalla valle urana del Maderanertal e da sud dalla grigionese Vorderrhintal.